# Rue des Dames
Rue des Dames är en gata i Quartier des Batignolles i Paris sjuttonde arrondissement. Gatan är uppkallad efter Abbaye des Dames de Montmartre. Rue des Dames börjar vid Avenue de Clichy 25 och slutar vid Rue de Lévis 12.

## Omgivningar
- Saint-Michel des Batignolles
- Rue de Rome
- Place de Clichy
- Rue Pelouze
- Rue Bernoulli
- Rue de Copenhague
- Rue des Moines

## Bilder
| - Gatuskylt. - Gatukonst vid Rue des Dames. - Saint-Michel des Batignolles. |

## Kommunikationer
- Tunnelbana – linje  – Rome
- Tunnelbana – linjerna   – Villiers
- Tunnelbana – linjerna   – Place de Clichy
- Busshållplats Mairie du 17ème – Paris bussnät
- Busshållplats La Condamine – Paris bussnät

### Webbkällor
- ”Rue des Dames”. Mairie de Paris. https://web.archive.org/web/20190905050525/http://www.v2asp.paris.fr/commun/v2asp/v2/nomenclature_voies/Voieactu/2517.nom.htm. Läst 22 november 2023.
- ”Rue des Dames (17ème arrondissement)”. Les rues de Paris. https://web.archive.org/web/20160409122606/http://www.parisrues.com/rues17/paris-17-rue-des-dames.html. Läst 22 november 2023.